# 海賊周航
海賊周航 (かいぞくしゅうこう、英語:Pirate Round) とは、海軍によりカリブ海から排斥された海賊達がインド洋や紅海などに略奪の舞台を移した時代を指す。海賊周航は1690年から1700年までの1期と1710年代から1720年代までの2期に分けられる。

## 歴史

### 第一期
1690年頃海軍による取り締まりが厳しくなりカリブ海に居られなくなった海賊はインド洋と紅海に新たな獲物を求めた。海賊は北米植民地のボストンやニューヨーク、フィラデルフィア、プロヴィデンスなどで装備を整えた｡1696年の航海法の影響により経済的に困窮していた北米植民地では総督が海賊と裏で手を結んでおり植民地に奴隷や東洋の財宝を横流ししてもらう代わりに海賊達は工業製品、酒、火薬、銃等物資の支援を得られた。これにより植民地側は年間100万ポンドもの利益を上げていた。
一度の航海でインド洋に向かうのは無理が有るので中継地点が必要だった。元々は紅海のぺリム島を中継していたが間もなくマダガスカルに拠点を移すこととなる。マダガスカルは政府による干渉を受けず食糧も十分にあることから中継地点としては都合が良かった。当時マダガスカルでは内戦が勃発しており、海賊はこれを好機と捉え、現地の内戦に加勢することを条件にセント・オーガスティン湾やセント・メアリー島などに拠点を設立していった。
そうして築いた中継地点を経由して紅海やインド洋などに到達、そこでインドからメッカへの巡礼船を襲った。掠奪後はマダガスカルや英領北米などで財宝を売却した。
度重なる海賊行為によりムガル帝国との貿易関係を妨害された東インド会社はイングランド政府に対して対策を求めた。その結果1697年には海軍軍艦がムガル帝国の巡礼船護衛に派遣され、1678年12月には海賊に対する特赦が発令された。1702年イングランドがスペイン継承戦争に参戦し海賊が私掠船員としての職を得たことで海賊活動は減少していった。ただし海賊減少の要因に関しては諸説あり不明である。

### 第二期
第2の海賊周航はウッズ・ロジャーズによる海賊掃討作戦でニュープロビデンスを追い出された者たちによって始まった。カリブ海を追われた海賊たちの一部は再びインド洋に逃れて第1の海賊周航で使用されたセントマリー島を拠点にしてインド、アラブ、ヨーロッパなど様々な国籍の船を襲い始めた。
1721年、イギリス政府は度重なる海賊行為を取り締まるためにトマス・マシューズを指揮官とした討伐隊をインド洋に派遣、モーリシャスとレユニオンの海賊基地を破壊した。同年には海賊を取り締まるための海賊法が制定された。1721年の末、イギリス、フランス、オランダなどが互いに協力して海賊対策にあたったことでこの一帯から海賊は撤退した。

## 海賊周航時代の海賊
- ウィリアム・キッド (William Kidd)
- ミッソン (Misson)
- ヘンリー・エイブリー (Henry Every)
- トマス・テュー (Thomas Tew)
- クリストファー・コンデント (Christopher Condent)
- エドワード・イングランド (Edward England)
- ジョン・テイラー (John Taylor)
- ナサニエル・ノース (Nathaniel North)
- アダム・ボールドリッジ (Adam Baldridge)
- オリビエ・ルバスール (Olivier Levasseur）
- ジェームズ・プランテーン (James Plaintain)